# Cole Peak
Cole Peak är en bergstopp i Antarktis. Den ligger i Västantarktis. Inget land gör anspråk på området. Toppen på Cole Peak är 2 140 meter över havet, eller 242 meter över den omgivande terrängen. Bredden vid basen är 2,2 km.
Terrängen runt Cole Peak är huvudsakligen kuperad, men åt sydväst är den bergig. Trakten är obefolkad. Det finns inga samhällen i närheten.